# Stefano di Giovanni
Stefano di Giovanni ou Sassetta (Siena, 1392 — Siena, 1450) foi um pintor gótico italiano. 
Era provavelmente aprendiz de Paolo di Giovanni Fei, embora acredita-se que também tenha estudado com Benedetto di Bindo. 
Francesco di Giorgio e di Lorenzo, mais conhecido como Vecchietta, foi seu aprendiz.